# Аморализм
Аморали́зм или амора́льность (от др.-греч. ἀ- — отрицательная частица + лат. mōrālis «моральный, нравственный», буквально: «лишённый морали; безнравственный») — отрицание морали и принципиальный отказ от нравственных норм поведения, полностью или в определённых ситуациях.
Схожим понятием является психиатрический термин аморалия — отсутствие моральных ограничений, связанное с психическими расстройствами: шизофренией, аутизмом, умственной отсталостью, маниакальным эпизодом при биполярном расстройстве, расстройством личности. Особенно часто аморалия наблюдается у лиц с диссоциальным (антисоциальным) расстройством личности и гебоидофренией.
Аморализм и имморализм — не синонимы, последний термин означает отрицание обязательности принципов и предписаний господствующей морали. Однако существует его разновидность — абсолютный имморализм, с полным отрицанием самого принципа морали.
Человек отрицающий мораль и отказывающийся от нравственных норм поведения в обществе, полностью или в определённых ситуациях — аморалист.
В метаэтике аморалистом считается человек, удовлетворяющий как минимум трём критериям:
1. Аморалист выносит искренние моральные суждения.
2. Аморалист является компетентным носителем языка, владеющим моральными терминами.
3. Аморалист совершенно не обладает мотивацией к совершению действий в соответствии с его собственными моральными суждениями.

Возможность таких людей и их реальное существование является предметом дискуссий в метаэтике и моральной психологии.